# Constitucionalização das Declarações de Direitos
A Constitucionalização das Declarações de Direitos refere-se ao processo de incorporação das declarações de direitos fundamentais nas constituições nacionais. Esse processo visa garantir que os direitos fundamentais, inicialmente reconhecidos em declarações, ganhem força jurídica e proteção efetiva ao serem incluídos nas constituições dos países.

## Histórico
O movimento de constitucionalização tem uma raiz remota no fim da Idade Média, com a consolidação das Cartas de Direitos, como a Magna Carta e a Bill of Rights. Durante o Iluminismo, com os ideais liberais, principalmente tangendo ao direito à Liberdade, o movimento ganha força e impulso. A ideia era a de que existisse um documento que limitasse o poder do Estado e dos governantes sobre os cidadãos e mesmo delimitasse as relações entre os concidadãos.
Apesar da importante contribuição que as Declarações de Direitos deram para a afirmação e o reconhecimento dos direitos fundamentais, elas careciam da necessária força para a efetivação de suas disposições. Não havia meios para assegurar o acatamento dos direitos fundamentais a que elas imprimiam existência, por lhes faltar o indispensável caráter jurídico. Tal contingência fez com que se percebesse a indeclinável necessidade de uma formulação jurídica positiva, mediante o reconhecimento dos direitos fundamentais, em face da sua superlativa importância, pelas próprias Constituições estatais, que passaram a subjetivá-los, positivá-los e fundamentalizá-los.

## Idade Média
A Idade Média é marcada por uma pluralidade jurídica complexa. Se por um lado havia uma lei baseada nos costumes locais, também a Igreja foi capaz de fazer valer a “lei divina”, conjuntamente ao poder do Imperador. O julgamento era feito caso por caso, considerando-se as particularidades de cada um e os costumes locais, na ideia de que aquilo que é antigo, por ter durado por longo período, significa aquilo que é bom, correto.
Essa visão começa lentamente a se transformar quando as escolas de comentadores e glosadores iniciam o processo de compilação das decisões tomadas, historicamente, com o objetivo de dar praticidade e previsibilidade aos julgamentos.
Nesse sentido, diversos documentos começam a ser compilados no fim da Idade Média. No séc. XIII, um dos principais antecedentes históricos das constituições, a Magna Carta, é redigida e assinada pelo rei João Sem-Terra. Seu intuito era o de limitar o poder do rei e garantir privilégios à nobreza. Esse caminho seria trilhado para a garantia da autonomia do parlamento perante o trono.
Ao longo dos anos, na transição da Idade Média para a Renascença e Iluminismo, outros documentos seriam assinados pelo rei com garantias para o parlamento, que, pouco a pouco, teve como efeito também garantias para a população geral. Um desses documentos foi o Bill of Rights, de 1689, resultado da Revolução Gloriosa. Nele alguns direitos individuais já começam a ser reconhecidos.
Com o reconhecimento dos direitos individuais e o avanço das concepções liberais do Iluminismo, na modernidade surgem as Declarações de Direitos, com intuito de limitar o poder do Estado sobre a vida dos cidadãos e garantir entre eles seus direitos básicos. Esses pensamentos dão origem aos Direitos Humanos e serão constitucionalizados, documentados por escrito ou não.

## Modernidade
Na modernidade, após a Revolução Francesa, ocorrerá um movimento de garantia de direitos individuais, estes que se tornarão o conteúdo das futuras constituições. A Revolução Francesa tem como resultado a Declaração de Direitos do Homem e do Cidadão, em 1789. Esta será a precursora dos Direitos Humanos.
Quase ao mesmo tempo que a Declaração de Direitos do Homem e do Cidadão, está a Bill of Rights estadunidense. A criação desse documento é um marco, sendo a composição original da Constituição daquele país. A partir de então, dissemina-se o reconhecimento de direitos em um documento jurídico, que regerá as demais leis de cada país, buscando garantir os direitos mínimos ou básicos de cada homem e de cada cidadão – a Constituição passa a ser reconhecida como a norma máxima.